# New Straits Times
New Straits Times is een Engelstalige tabloid-krant in Maleisië. Het is de oudste nog steeds verschijnende krant in het land: het blad werd in 1845 opgericht als The Straits Times, het hoofdkwartier was toen gevestigd in Singapore. In 1965 werd Singapore onafhankelijk en kwam er een dagblad voor Maleisië onder de naam New Straits Times. In september 2004 verscheen de krant voor het eerst ook als tabloid, naast het oude formaat, sinds 18 april 2005 komt het blad alleen nog maar als tabloid uit. New Straits Times is onderdeel van Media Prime, een onderneming die eigendom is van de Kumho Asiana Group. De krant is rechts en regeringsgezind. De oplage is zo'n 200.000. De krant is gevestigd in Kuala Lumpur.